# シュテファン・ブリアン

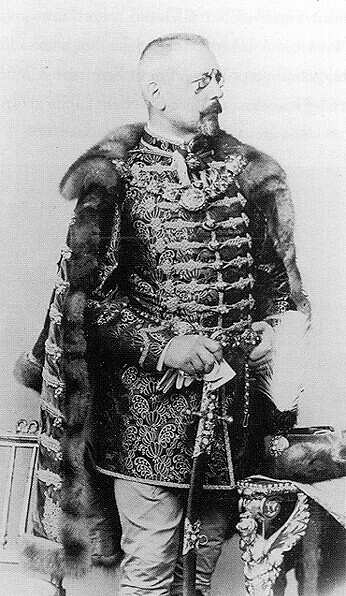
シュテファン・ブリアン（ブリアーン・イシュトヴァーン）

シュテファン・ブリアン・フォン・ライェツ伯爵（ドイツ語: Stephan Graf Burián von Rajecz、1851年1月16日 – 1922年10月20日）は、ハンガリーおよびオーストリア（オーストリア＝ハンガリー二重帝国）の貴族・外交官・政治家。ハンガリー名はブリアーン・イシュトヴァーン（Burián István）。第一次世界大戦中、2次にわたり二重帝国の共通外相を務めた。

## 経歴
1851年、当時二重帝国のハンガリー王国の支配下にあったシュタンプフェン（現・スロヴァキアのStupava）でハンガリー系貴族の子として生まれる。二重帝国の外務省に入省し、アレクサンドリア・ブカレスト・ベオグラード・ソフィアなどで勤務する。1882年から1886年にモスクワ、1887年から1895年にソフィアのそれぞれ総領事に在任した。
1896年から1897年シュトゥットガルト、1897年から1903年アテネ駐在の大使（minister）となりバルカン外交のエキスパートとの評価を得た。その間、1891年にフェイェールヴァーリ・ゲーザ（ゲーザ・フェイェールヴァーリ）将軍（のちハンガリー王国首相）の娘と結婚し、1900年に男爵位を与えられた。 
1903年7月、ブリアンは皇帝フランツ・ヨーゼフ1世から、急死したベンヤミン・カーライ（カーライ・ベーニ）の後任の二重帝国共通蔵相に任命された（1912年2月まで）。この官職は、1897年以降二重帝国が行政権を獲得したボスニア・ヘルツェゴビナ両州の行政も管掌しており（1908年の併合後も引き続き管掌）、ブリアンは両州で政党の結成や新聞発行の自由を認めるなどリベラルな統治政策をおこなった。1913年6月にはハンガリー王国外相 (en) に就任し、1915年1月までその任にあった。
第一次世界大戦中の1915年1月13日、ブリアンはティサ・イシュトヴァーンハンガリー首相の圧力で解任されたレオポルト・ベルヒトルトの後任の共通外相に就任した。彼はユリウス・アンドラーシ以来のハンガリー系の共通外相であり、その就任もハンガリー政治に圧倒的な影響力を持つティサの圧力によるものとされ、1916年12月22日の辞任まで務めた。彼は共通外相辞任とともに再び共通蔵相に任命され、後任のオトカル・フォン・チェルニンが共通外相を辞任すると、1918年4月16日以降共通外相を兼任（共通蔵相は9月7日まで在任）、同年10月24日まで敗色濃くなった二重帝国の外交を指導した。
大戦敗北による二重帝国解体後の1922年10月、ウィーンで死去した。